# Hans Georg Gewehr
Hans Georg Gewehr (* 19. Mai 1908 in Berlin; † 3. September 1976 in Breitbrunn am Chiemsee) war ein deutscher SA-Führer. Gewehr wurde vor allem bekannt im Zusammenhang mit dem Reichstagsbrand vom Februar 1933.

## Leben und Wirken

### Jugend und SA-Karriere
Gewehr war ein Sohn des Buchdruckers Johannes Heinrich Gewehr (* 22. April 1869 in Obersuhl; † 19. Juli 1910 in Brooklyn, USA, an den Folgen eines Unfalls) und seiner Ehefrau Emma, geb. Schröder (* 30. April 1870 in Stettin).
Nach dem Schulbesuch absolvierte Gewehr von 1923 bis 1926 eine Schlosserlehre bei der Firma Ludwig Loewe in Berlin. Er erhielt einen Gesellenbrief mit dem Prädikat gut. Von 1926 bis 1929 studierte er sechs Semester an der Städtischen Ingenieurschule der Stadt Berlin (Max Eyth-Schule). Die Abschlussprüfung als Maschinenbautechniker bestand er mit der Note befriedigend. Anschließend arbeitete er als Ingenieur.
1919 gehörte Gewehr dem Deutschnationalen Jugendbund an und seit 1923 dem Bismarckorden. Am 1. Mai 1925 trat er in den von Paul Röhrbein geführten Frontbann Nord in Berlin ein.
Am 1. April 1926 wurde Gewehr Mitglied der SA und trat zum 17. Mai 1926 der NSDAP bei (Mitgliedsnummer 36.913). Im Februar 1937 erhielt er aufgrund seiner frühen Mitgliedschaft in der Partei das Goldene Ehrenzeichen der NSDAP.
Am 1. März 1929 wurde Gewehr in der Berliner Gaukartei der NSDAP auf Meldung der Sektion Schöneberg wegen unbekannten Aufenthaltes als Mitglied gestrichen. Zum 1. Januar 1932 wurde er nach einem neuen Aufnahmeantrag wieder aufgenommen. Und 1936/1937 wurde seine Mitgliedschaft auf Entscheidung des Obersten Parteigerichtes hin nachträglich als ununterbrochen anerkannt, da festgestellt wurde, dass er auch während seiner Abgemeldetheit weiterhin Mitgliedsbeiträge gezahlt hatte.
In der SA wurde Gewehr bis 1930 nacheinander zum SA-Scharführer (1. August 1929) und zum SA-Truppführer (1. Oktober 1930) befördert.
Als berüchtigter „SA-Rabauke“ war Gewehr, der in SA-Kreisen auch als Pistolen-Heini bekannt war, in den frühen 1930er Jahren maßgeblich am Straßenterror der SA in der Reichshauptstadt beteiligt. 1931 wurde er nach der Stennes-Revolte auf Empfehlung seines Jugendfreundes Karl Ernst, der zu dieser Zeit zum Adjutanten und dann Stabsführer der Berliner SA aufstieg, schließlich zum Führer der Stabswache der SA-Untergruppe Berlin (später SA-Gruppe Berlin-Brandenburg) ernannt. In dieser Eigenschaft oblag ihm unter anderem der Schutz des Hauptquartiers des SA-Gruppenstabes von Berlin und der NSDAP-Gauleitung in der Hedemannstraße 10 (Gauhaus).
Am 12. September 1931 war Gewehr am judenfeindlichen Kurfürstendamm-Krawall („Ku’damm-Pogrom“)  beteiligt: Als Führer der Stabswache im Gauhaus fuhr er zusammen mit dem seit August 1931 als Führer der Berliner SA amtierenden Wolf-Heinrich von Helldorff und dem Stabsführer der Berliner SA mit einem Opel-Kabriolet in langsamen Tempo auf dem Ku’damm auf und ab, wobei Ernst und Helldorff mehreren hundert dort zusammengeströmten SA-Männern Anweisungen erteilten, wie sie bei den von ihnen veranstalteten Ausschreitungen vorzugehen hätten. Dabei wurden Dutzende Passanten zusammengeschlagen sowie Geschäfte und Cafés demoliert. Am 15. September 1931 wurde Gewehr, wie zahlreiche andere Teilnehmer der Krawalle, aufgrund ihrer Mitwirkung an den Vorgängen vom 12. September 1931 wegen des Verdachtes des Landfriedensbruchs in Haft genommen. Noch im selben Monat wurden mehr als dreißig SA-Leute, darunter Gewehr, vor dem Schnellschöffengericht Charlottenburg wegen Delikten wie Landfriedensbruch und Körperverletzung angeklagt: Gewehr wurde des Landfriedensbruchs in Tateinheit mit Anreizung zu Gewalttätigkeit für schuldig befunden und zu einer Haftstrafe von 15 Monaten verurteilt. Das Berufungsverfahren vor dem Landgericht III begann im November 1931. Nachdem Gewehr wie die meisten anderen Angeklagten am 24. Dezember 1931 aufgrund des Weihnachtsfestes vorläufig aus der Haft entlassen worden war, wurde er durch das Urteil im Berufungsprozess, das Anfang Februar 1932 erging, für unschuldig befunden und seine Strafe aufgehoben.
Die Führung der Stabswache im Berliner Gauhaus übernahm Gewehr nach seiner Freisprechung nicht wieder. Hintergrund war, dass er sich zwischenzeitlich mit seinem Förderer Karl Ernst überworfen hatte, der ihm, während er sich in Untersuchungshaft befand, die Freundin ausgespannt hatte. Stattdessen wurde Gewehr die Führung des Sturms 101 in Berlin-Wedding übertragen. Im Sommer 1932 verbrachte er dann einige Monate bei der SA-Gruppe Mitte in Sachsen-Anhalt, um Ende 1932 wegen der Nachstellungen kommunistischer Gegner für einige Wochen unterzutauchen.
Im Januar 1933 wurde Gewehr von Karl Ernst, mit dem er sich inzwischen versöhnt hatte, die Führung des SA-Sturms 21/9 in Berlin-Steglitz (Sturm 21 bei der Standarte 9) übertragen. Sein Dienstsitz befand sich in einem SA-Heim in der Makelstraße. Am 5. Oktober 1933 wurde er in dieser Stellung zum SA-Sturmhauptführer befördert.
Im Frühjahr 1934 verbrachte Gewehr einige Monate in Rom, wo er die dortige SA der örtlichen NSDAP-Auslandsgruppe reorganisierte.
Am 30. Juni 1934 wurde Gewehr im Zuge der Röhm-Affäre wegen Verdachtes der Beteiligung an dem angeblich von Teilen der SA vorbereiteten Putsch gegen die NS-Regierung in Haft genommen. Er war mehrere Monate im KZ Columbia-Haus und im KZ Lichtenburg inhaftiert. Zum 31. August 1934 wurde er wieder auf freien Fuß gesetzt. In der Folgezeit wurde er verschiedentlich fälschlich als im Verlauf der Aktion erschossen gemeldet.
Nach seiner Haftentlassung wurde Gewehr am 15. September 1934 als Leiter in ein SA-Hilfswerkslager in Gütergotz abkommandiert. Er verließ die SA schließlich am 31. März 1935 im Rang eines SA-Obersturmbannführers.

### Laufbahn in der Schutzpolizei (1935 bis 1945)
Zum 1. April 1935 trat Gewehr als Feldjäger in das der Preußischen Schutzpolizei angegliederte Feldjägerkorps ein. Vom 23. September 1935 bis zum 21. März 1936 absolvierte er einen Feldjäger-Führeranwärter-Lehrgang in Berlin-Schöneberg, um anschließend zum 1. April 1936 im Rang eines Unterwachtmeisters in die reguläre Schutzpolizei einzutreten.
In der Schutzpolizei wurde Gewehr nacheinander zum Leutnant (20. April 1936), Oberleutnant (20. April 1937),  Hauptmann (20. April 1938) und Major der Schutzpolizei (20. April 1943) befördert.
Neben dem aktiven Schutzpolizeidienst unterrichtete Gewehr im Sommer und Herbst des Jahres 1937 als Lehrer an der Polizeischule in Berlin-Schöneberg.
Im Mai 1940 wurde Gewehr auf persönliche Entscheidung Heinrich Himmlers hin in die Schutzstaffel (SS) aufgenommen, wobei als Aufnahmedatum nachträglich der 20. April 1938 (Tag seiner Beförderung zum Hauptmann der Schutzpolizei) festgelegt wurde. Erstmals beantragt hatte er die Aufnahme in die SS im Januar 1937, sein Aufnahmeantrag war aber damals und 1939 noch aus grundsätzlichen Erwägungen, die mit der organisatorischen Durchführung der allmählichen Verschmelzung von SS und Polizei zusammenhingen, vorerst zurückgestellt worden. Aufgrund seines Polizeidienstgrades als Hauptmann wurde Gewehr gemäß dem Prinzip des Angleichungsdienstgrades (das vorsah, dass im Polizeidienst stehenden SS-Angehörigen einen ihrem Polizeirang entsprechenden SS-Rang erhalten sollten) direkt mit Wirkung von seinem Aufnahmetag in den Rang eines Hauptsturmführers befördert.
Vom 13. März bis 27. April 1938 nahm Gewehr als Hundertschaftsführer der Polizei-Marschgruppe 4 am Einmarsch der deutschen Wehrmacht in Österreich teil. In der Folgezeit nahm er – erneut als Kompaniechef – an mehreren ähnlichen Einsätzen teil: So im Herbst 1938 am Einmarsch im Sudetenland, im Frühjahr 1939 am Einmarsch in die Rest-Tschechei und schließlich im September 1939 an der Besetzung Polens. Anschließend wurde er als Polizeioffizier in Polen verwendet.
Aktenfunde aus den 1990er Jahren belegen, dass Gewehr mindestens während seiner Tätigkeit in Polen im Jahr 1940 persönlich an der Organisation und Durchführung von Gefangenenerschießungen beteiligt war. In einem Bericht des Berliner Polizeipräsidenten an den Kommandeur der Schutzpolizei vom 2. Februar 1940 heißt es hierzu:
„Gewehr hat bei seinem Einsatz in Polen als Offizier persönlich Erschießungen polnischer Gefangener vorgenommen und zwar derart, daß er die Gefangenen durch Genickschuß tötete und seine Strecke durch Kerbschnitte im Pistolenschaft registrierte. Diese Tatsache bitte ich, zum Gegenstand einer eingehenden Untersuchung zu machen.“
Des Weiteren wurde berichtet, dass Gewehr in Polen auch Beinverletzte und drei Juden persönlich getötet habe.
Über Gewehrs Aktivitäten während der weiteren Kriegsjahre liegen keine gesicherten Informationen vor. Benjamin Hett nimmt an, dass Gewehr, der 1943/1944 dem Polizei-Bataillon 304 angehörte, sich mit diesem an „Partisanen-Bekämpfungs“-Aktionen in der besetzten Sowjetunion – wozu Polizeieinheiten im Osten üblicherweise eingesetzt wurden – beteiligte. Im Rahmen dieser Maßnahmen wurden mehrere 100.000 Menschen als vorgebliche Partisanen in Osteuropa umgebracht, wobei ein Großteil davon realiter getötet wurde, weil die betreffenden Personen den Nationalsozialisten unliebsamen Bevölkerungsgruppen (Juden, Roma, Slawen etc.) angehörten, und diese Opfer dann nur zur formalen Verschleierung offiziell als „Partisanen“ deklariert wurden. Zudem wurden viele hunderttausend weitere Personen von den Polizei-Bataillonen verhaftet und als Arbeitssklaven nach Westeuropa verschleppt.
Im April 1944 wurde Gewehrs Einheit in der Gegend von Lwiw vernichtet, weswegen Gewehr von einem Teil der Verschwörer des 20. Juli 1944, die ihn nach einem geglückten Staatsstreich als Zeugen für den kriminellen Charakter des Regimes zu verwenden gedachten, für tot gehalten wurde. Infolgedessen sagte auch Hans Bernd Gisevius 1946 vor dem Nürnberger Kriegsverbrecher-Tribunal aus, dass Gewehr nach einer Mitteilung von Arthur Nebe an ihn, Gisevius, vom Sommer 1944, kurz zuvor im Osten umgekommen sei.
In der SS wurde Gewehr nach seiner Aufnahme zunächst formal im Stab des SS-Personalhauptamtes geführt, dann, mit Wirkung vom 30. April 1941, als Führer dem Stab des SS-Oberabschnitts Nordsee zugeteilt und dann, mit Wirkung vom 1. Januar 1944, dieser Dienststellung enthoben und stattdessen bis Kriegsende als Führer beim Stab des SS-Abschnitts XIV geführt.

### Nachkriegszeit
In der Schlussphase des Krieges wurde Gewehr als Regimentskommandeur bei Abwehrkämpfen in Schlesien bei Kämpfen um einen Brückenkopf an der Bober durch mehrere Granatsplitter in den Kiefer und in das rechte Knie schwer verwundet. Er schlug sich zum Lazarett in Glogau durch. Von dort gelangte er nach längerer Bahnfahrt in das Lazarett in Dillingen an der Donau, wo er operiert wurde. Anschließend kam er in ein Lazarett nach Bad Gastein, wo er das Kriegsende als Schwerverwundeter erlebte.
Bei Kriegsende kam Gewehr als Kapitulant nach Bad Aibling. Aufgrund seines Rangs als Major unterlag Gewehr dem automatischen Arrest: Er wurde daher von den Amerikanern in Haft genommen und zunächst im Lager Hammelburg bei Kissingen untergebracht. Später war er im Civilian Internment Enclosure No. 6 in Moosburg an der Isar interniert. Nachdem öfters russische, polnische und tschechische Kommissionen in dem Lager erschienen, um sich Gefangener zu bemächtigen, die diese Staaten wegen ihrer Taten in ihren Ländern während der Besatzungszeit suchten, fürchtete Gewehr, dass es ihm genauso ergehen könnte: Er floh daher als Angehöriger des Arbeitskommandos Freising-Brückenbau (Zug Moosburg-Freising) am 4. März 1947 aus der Internierung. Ermittlungen deswegen wurden am 23. Dezember 1948 eingestellt.
In der Folgezeit arbeitete Gewehr bei dem Kohlenbergwerk Walsum II als Gedingeschlepper. Am 1. April 1948 trat er dann in das Statische Büro Paul Hartewig in Düsseldorf ein, wo er seine Kenntnisse auf dem Gebiet des Bauwesens unter der Aufsicht des Prüfingenieurs für Baustatik Paul Hartewig vertiefte. 1950 nahm Hartewig ihn als Teilhaber auf. Er war seither Bauunternehmer in einer selbständigen Ingenieurgemeinschaft. Die Firma firmierte seither als Statisches Büro Hartewig-Gewehr.
Nach eigenen Angaben lebte Gewehr von seiner Flucht aus der Internierung bis zur Amnestie vom Dezember 1949 unter dem Decknamen Peter Jäger. Nach dem Urteil des Oberlandesgerichts Düsseldorf lebte er dagegen „bis 1950 mit gefälschten Papieren unter dem Namen Peter Schäfer“ in Düsseldorf. 1949 oder 1950 ließ er sich dann wieder ordnungsgemäße Papiere auf seinen richtigen Namen ausstellen.
Nach einer Erkrankung Hartewigs vertrat Gewehr ihn gegenüber Architekten und Bauherren. 1956 nahm die Ingenieurgemeinschaft Hartewig/Gewehr den Ingenieur Morisse als dritten Teilhaber auf. Später firmierte die Firma als Ingenieurgemeinschaft Gewehr-Morisse. Gewehr beriet u. a. das Hochbauamt Düsseldorf bei der Planung und Ausführung (Bauüberwachung) der Rathenau-Schule und des Mädchengymnasiums Benrath. Auch an der Planung und Ausführung der neuen Ausstellungshalle der Stadt und des Bades in der Grünstraße wirkte er beratend mit.

## Gewehrs angebliche Rolle beim Reichstagsbrand von 1933
Nach dem Zweiten Weltkrieg wurde Gewehr von Hans Bernd Gisevius in seinem Buch Bis zum bitteren Ende mit dem Reichstagsbrand vom Februar 1933 in Zusammenhang gebracht: Gisevius behauptete dort, dass Gewehr als Technikexperte Teil eines zehnköpfigen SA-Kommandos gewesen sei, das am 28. Februar 1933 durch einen unterirdischen Tunnel zwischen Reichstagspräsidentenpalais und Reichstag in das Reichstagsgebäude eingedrungen sei und den dortigen Brand gelegt habe. Diese Version trug Gisevius auch am 25. April 1946 unter Eid als Zeuge im Nürnberger Prozess gegen die Hauptkriegsverbrecher vor. Seine Nachforschungen hätten ergeben, dass alle am Reichstagsbrand beteiligten SA-Männer im Zuge des Röhm-Putsches ermordet worden seien – bis auf Heini Gewehr, der als Polizeioffizier an der Ostfront gefallen sei.
Die Staatsanwaltschaft Düsseldorf leitete schließlich 1960 ein Ermittlungsverfahren wegen „Verdachts der Teilnahme am Reichstagsbrand“ gegen Gewehr ein, das aufgrund fehlender Indizien am 4. Januar 1962 eingestellt wurde. Gewehr ging gegen die Anschuldigungen von Gisevius im so genannten „kleinen Reichstagsbrandprozess“ gerichtlich vor, indem er auf Unterlassung und Widerruf der entsprechenden Behauptungen Gisevius’ klagte. Das Landgericht Düsseldorf verfügte, dass Publizisten und Wissenschaftler zwar auf die Behauptung Gisevius’ rekurrieren dürften, sie aber zugleich verpflichtet seien, darauf zu achten, dass dem Schutz von Gewehrs Ehre „gebührend Rechnung getragen und auf die zu seinen Gunsten sprechenden Umstände hingewiesen wird“. Entschädigungsklagen von Gewehr gegen Gisevius, den Verlag Henri Nannen und den Chefredakteur der Zeit, Josef Müller-Marein, zogen sich noch bis ins Jahr 1969 durch verschiedene Instanzen: Am 25. Februar 1969 kam es schließlich zu einem Vergleich mit dem Nannen-Verlag: Danach zahlte der Verlag an Gewehr 30.000 DM. Gisevius wurde am 3. Dezember 1969 dazu verurteilt, Gewehr Schadensersatz in Höhe von 56.307 DM abzüglich der bereits vom Verlag gezahlten 30.000, also insgesamt 26.307 DM sowie Zinsen, zu zahlen. Die Kosten des Verfahrens wurden zu 8/9 Gewehr aufgebürdet.

## Beförderungen
Beförderungen in der SA:
- 5. Oktober 1933: SA-Hauptsturmführer

Beförderungen in der Schutzpolizei:
- 1. April 1936 mit Wirkung zum 20. April 1936: Leutnant der Schutzpolizei
- 1. April 1937 mit Wirkung zum 20. April 1937: Oberleutnant der Schutzpolizei
- 20. April 1938: Hauptmann der Schutzpolizei
- 1943: Major der Schutzpolizei

Beförderungen in der SS
- 20. April 1938: SS-Hauptsturmführer (mit Wirkung zu diesem Tag – Tag der Beförderung zum Hauptmann im Polizeidienst – in die SS aufgenommen)
- 30. Januar 1939: SS-Sturmbannführer

## Ehe und Familie
Gewehr heiratete am 4. März 1950 in Düsseldorf. Aus der Ehe gingen zwei Töchter hervor.

## Nachlass
Im Bundesarchiv haben sich Unterlagen zu Gewehr erhalten. Namentlich befinden sich im Bestand des ehemaligen Berlin Document Center eine PK-Akte zu Gewehr (Mikrofilm D 44, Bilder 2649–2690), eine Akte des SS-Rasse- und Siedlungshauptamtes zu ihm und eine SS-Personalakte (SSO-Mikrofilm 11-A, Bilder 700 bis 746).